# 阿方斯·杜契斯
阿方斯·杜契斯（英語：Alphonse Raymond Dochez，1882年4月21日—1964年6月30日）是一位美国医生和微生物学家，确定了引起普通感冒的病原体是一种病毒。